# Noisy Naggers and Nosey Neighbors
Noisy Naggers and Nosey Neighbors è un cortometraggio muto del 1917 scritto, diretto e interpretato da Lawrence Semon (Larry Semon).

## Produzione
Il film fu prodotto dalla Vitagraph Company of America (come Big V Comedies).

## Distribuzione
Distribuito dalla Vitagraph Company of America, il film - un cortometraggio in una bobina - uscì nelle sale cinematografiche USA il 17 dicembre 1917.